# Tadeo de Wiesent

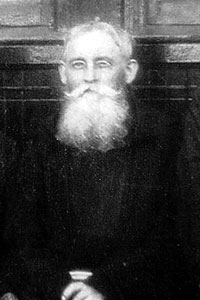
Tadeo de Wiesent, durante sus últimos años en Chile.

Tadeo Wiesent, sacerdote capuchino y médico naturista alemán. Nació el 26 de enero de 1858 y falleció el 10 de junio de 1926.
Fue discípulo de Monseñor Sebastián Kneipp, creador de la hidroterapia moderna. De Wiesent fue difundidor de la hidroterapia y del naturismo en Chile y otras localidades de América del Sur. Fue maestro de Manuel Lezaeta Acharán, quien vio sus frutos en la creación de la Doctrina Térmica. Fue conocido en Chile simplemente con el apodo de "Padre Tadeo".

## Biografía
El Padre Tadeo, nació en Wiesent, villa en el entonces Reino de Baviera, actual Alemania; en una familia muy humilde. Su verdadero nombre de bautismo era Johan Bauer. Desde su infancia sintió atracción por ser sacerdote. Adoptó el nombre de Padre Tadeo cuando ingreso en la Orden Capuchina en enero de 1887, a la edad de 29 años luego de cumplir su bachillerato.
En 1891 egresa del noviciado de los capuchinos en la localidad de Laufen, con el título de sacerdote. Después de 14 años de vida exigente al servicio de Dios, una gran carga de trabajo, grandes privaciones y su fuerte autoexigencia de trabajo hacia los demás, vio afectada su salud por tisis y reumatismo, sufriendo la pérdida de un pulmón, llegando a ser desahuciado por médicos de la época.
Como último recurso, acudió por la ayuda del sacerdote Sebastián Kneipp, de Wörishofen, quien era conocido por sus modernas técnicas de hidroterapia. Poco después de recibir este tipo de ayuda, su salud se recuperó rápidamente, convirtiéndose al mismo tiempo en discípulo de Kneipp, del que aprendió todo el conocimiento de la hidroterapia y la medicina natural.

## Vida en Chile

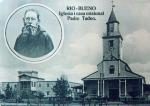
Iglesia Misional Río Bueno.

En el año 1895 - una vez recuperada su salud gracias al tratamiento del Padre Kneipp mediante el método de hidroterapia - Tadeo solicitó que se le enviara a la zona sur de Chile para ser misionero. Se alejó de Baviera y junto a otros misioneros alemanes viajaron a las misiones de la Araucanía. La primera misión le fue encomendada en San Juan de la Costa, donde fue recibido a balazos por un poblador que se había apropiado de los terrenos de la misión. En el año 1897 fundó la Escuela San Juan de la Costa y la de San José de la Mariquina.
Entre los años 1898 y 1902 es nombrado misionero en Pelchuquín, donde aprendió la medicina mapuche y se destacó con los tratamientos mediante el método natural.
En 1902, fue nombrado párroco de Río Bueno y la comuna comenzó a adquirir notoriedad nacional e internacional por la presencia de Tadeo de Wiesent, su trabajo en salud alcanzó a todos quienes llegaban a pedirle ayuda, funcionarios públicos, políticos, religiosos, hombres ricos y gente humilde llegaban hasta Río Bueno para lograr curación a sus enfermedades. Tadeo los atendía sin importar su condición social y no cobraba por su trabajo. Los pacientes más acaudalados retribuían con objetos útiles para la misión, lo que incrementó el alhajamiento de la iglesia.
La gran afluencia de pacientes ricos trajo mucho dinero a Río Bueno. Se fueron levantando en todas partes hermosas casas, pensiones, hoteles, negocios y hasta una industria de sandalias creada por Remigio Díaz Burgos conocida como "Chalas Padre Tadeo" al cual el Padre ayudó a la mejora de sus sandalias, le otorgó diseños e indicaciones inclinándose siempre hacia la cura y sanación. El Padre Tadeo obligaba a usar sandalias sus pacientes como parte de sus tratamiento de sanidad.

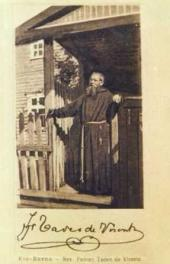
Padre Tadeo de Wiesent.

En dos oportunidades intereses gremiales contrarios a la salud se aliaron para expulsarle de Chile y en ambas ocasiones altos funcionarios del gobierno evitaron su salida por considerarlo muy valioso para el país.
La fama, señala la historia, trascendía cada vez más y no faltaron los ofrecimientos para que se instalara en Santiago. En 1902 el presidente de la República don Pedro Montt Montt, quien estaba enfermo de arteriosclerosis y arritmia cardíaca, enfermedades que cada día se iban agravando peor, fue a Río Bueno a consultar por ayuda al Padre Tadeo, pero se guio solamente por lo que le dijeron sus médicos, haciendo caso omiso a los consejos de Tadeo. Los médicos aconsejaron que el enfermo viajara hacia Alemania, para consultar un especialista. Sin embargo, el capuchino se opuso al viaje y sentenció: "el presidente no va a llegar con vida a Europa". El presidente se embarcó el 16 de julio de 1910 hacia Alemania, junto a su mujer y su médico, esperando que los médicos alemanes pudieran conferirle una mejoría. Su barco llegó a Panamá y de allí tomaron un barco a Nueva York, y desde allí tomaron otro a Europa. El viaje fue muy cansador y debilitó las últimas fuerzas del presidente. Llegó a Bremen el 16 de agosto. Se alojaron él y su corta comitiva en un hotel. Cerca de la medianoche falleció, siendo causas probables de su deceso un ataque cardíaco o un derrame cerebral.
El padre capuchino Isidoro Schwamm, fallecido en mayo del 2006 a la edad de 92 años, alemán de nacimiento y con más de 50 años de labor misional en Chile, cuenta también que la buena fama de Tadeo llegó hasta Santiago, "donde una señora noble tenía muchos problemas de salud con su hijo recién nacido. Ella tomó el tren, recorrió más de 900 kilómetros hasta La Unión y luego continuar hacia Río Bueno. El Padre Tadeo los atendió a ambos y les dio remedios, ya que ella también estaba enferma. Ambos mejoraron y la madre nunca pudo olvidar lo que había pasado; años más tarde se lo contó al niño, quien decidió ingresar a la orden los capuchinos". Ese niño era Francisco Valdés Subercaseaux, futuro obispo de Osorno y hermano del senador de la República, Gabriel Valdés. La misma historia la recuerda el sitio web www.capuchinos.cl, donde se agrega que "en virtud de esto y otras consideraciones como expresamente confesó, más tarde a los 22 años, decidiría definitivamente su vocación, resuelto a ser: franciscano, capuchino y misionero de Araucanía. Primer chileno que profesó en la Orden, entre los capuchinos de Baviera, con el objeto de ser enviado posteriormente entre los mapuches, y que habría de completar sus días como Obispo de Osorno".
Pero la obra del sacerdote capuchino no se reduciría solamente a la hidroterapia. "Es algo más que eso", señala el historiador Eduardo Araneda Pradenas, porque recuerda que Tadeo de Wiesent creó una escuela para adultos, cuando había muchos obreros que no sabían leer ni escribir; implementó una biblioteca; fundó una escuela para indígenas y "realizó un estudio etnográfico único, que está en Alemania, donde aparecen todos los caciques que el padre invitaba cada 8 de diciembre a la fiesta patronal del pueblo".
Distintas versiones existen respecto a la partida del capuchino desde Río Bueno, producida en 1912. Y de una u otra forma, en ellas aparece la figura del entonces alcalde Juan Iribarne Vidal, además de algunas diferencias con vecinos e influencias médicas. Según dice el sitio de www.capuchinos.cl: "en Río Bueno no todo iba bien. El Padre Tadeo, sumamente molesto por la ingratitud de algunos malos vecinos e injusticias cometidas contra los derechos de la Misión, que ocasionaran la pérdida de algunos terrenos, solicitó su traslado".
Sin embargo, también se agrega un nuevo antecedente que contextualiza la salida de Tadeo: en 1912 llega al sur de Chile la peste de la viruela y debido a la cantidad de gente que se reunía en Río Bueno, estaba el peligro del contagio, lo cual le habría sido advertido al sacerdote incluso por las autoridades, "pero el padre creía ciegamente en su método naturista y que incluso así podría combatir la viruela. En definitiva, la peste llegó, murieron familias completas, hubo que aislar casas y escuelas, fue una tragedia".
El Padre Tadeo abandonó Río Bueno el año 1912. Pero, antes de abandonar el pueblo arregló la Casa Misional, instaló luz y renovó la fachada de la Iglesia, cerco el terreno misional y construyó una capilla en el hospital.
Luego de su salida de Río Bueno e independientemente de las razones que la motivaron, el Padre Tadeo emigró hacia Puerto Domínguez, donde existía otra misión de la orden de los capuchinos. Es así es como de 1912 a 1914 sirve en la misión de la Isla del Lago Budi, donde sus amistades intentaron instalar un sanatorio.
Allá, la vida tranquila se convirtió muy pronto en un ir y venir de quienes llegaban a buscar la "cura milagrosa", se construyeron casas y hoteles, incluso al no dar abasto a tan numerosa cantidad de gente, muchos de ellos debían quedarse en Puerto Saavedra, donde también hubo que construir para poder hospedar a los pacientes.
Sin embargo, las mismas influencias médicas que provocó el distanciamiento con su querido Río Bueno, logró que el superior general de los Capuchinos en Roma para que se marchara de Puerto Domínguez, "Disposición redentora para el afectado" -dice en sus crónicas el padre Sigifredo- "pero un golpe mortal para la empresa y muchos particulares de la Sociedad Budi" según se recuerda en la página web de los capuchinos. Gracias a la gestión del embajador de Chile ante la Santa Sede, se logró que el Padre Tadeo continuara en el país y en 1916 tuvo que incorporarse a la Misión de los Capuchinos españoles en Constitución y dejar la región de los Capuchinos alemanes de la Araucanía.
En la zona del Maule, su prestigio se incrementó rápidamente con la aplicación del Método Hidroterápico.
Tadeo continuó su apostolado entre Constitución y Santiago, mientras sus pacientes golpeaban incesantemente las puertas de los conventos.
En los tiempos que el Padre Tadeo atendía en Constitución, llegó a la localidad don Manuel Lezaeta Acharán, quien en esos años era estudiante de medicina y el Padre le preguntó si lo había ido a visitar, pero este le dijo que no, por lo que Tadeo le contestó: “Pues, anda a mi consulta, porque estás muy enfermo", ya que con solo verle el aspecto físico noto su deterioro de salud y fue certero, ya que tenía un mal incurable en aquellos tiempos. Pero Lezaeta como estudiante de Medicina de quinto año se resistió a visitarlo por considerarlo un charlatán sin estudios médicos, pero al reflexionar se dio cuenta de que ni él, ni sus profesores lograron siquiera aliviarlo y finalmente resignado se presentó en la consulta del Padre Tadeo. Con los consejos que le dio, como baños y abluciones de agua fría, caminar descalzo al rocío de la mañana, pasear por las montañas y alimentación vegetariana, logró restablecer por completo su salud física y mental.
También en aquellos tiempos, el empresario Fernando Doggenweiler construyó en Constitución una instalación de baños de acuerdo a las normas del capuchino y atendido por personal capacitado por el mismo Tadeo. Al mismo tiempo, en Santiago aparecieron seguidores como Víctor Lezaeta y Mario Acharán Arce, quienes fundaron centros de salud naturista.

## Vida en Colombia
En 1922, conmovido por la situación de sufrimientos en que vivían los leprosos en Colombia y a solicitud de sus hermanos Capuchinos en ese país, decide viajar, embarcándose el 26 de abril de ese año en Valparaíso.
Al llegar, se instaló en los Leprosarios de Contratación y Lazareto de Agua de Dios, con la esperanza de sanar a los leprosos con su método natural, pero las condiciones inhumanas de vida en que estaban los leprosos y la escasez de medios dificultaron en gran medida su trabajo. Anciano y cansado regresa al convento en Bogotá, donde continuó haciendo curaciones y la historia señala que llegó hasta él el mismísimo presidente colombiano de la época en busca de ayuda.
Con deseos de volver a Chile, lo que señaló en cartas a amigos que mantenía en ese país, Tadeo de Wiesent dejó de existir en Bogotá el 10 de junio de 1926, a las 13:45 horas, producto de una gastritis crónica.
Sus restos fueron enterrados en la Iglesia de la Concepción (Bogotá), fiel a sus votos de pobreza que acogió en Alemania. Al entrar a tal orden, su nombre civil se perdió, por lo que se le recuerda con el nombre que escogió, Tadeo, y el apellido Wiesent en referencia a su ciudad natal.

## Legado
El Padre Tadeo fue quien introdujo en Chile la técnica de Hidroterapia Moderna desarrollada por su maestro Sebastian Kneipp en Alemania. En varias localidades del sur de Chile, donde trabajo en medicina, compartió sus conocimientos con médicos y estudiantes de medicina tradicional que se interesaban en el naturismo, aportó a la cultura y el desarrollo de las ciudades, fundó colegios para obreros e indígenas, construyó bibliotecas y realizó un estudio etnográfico único.
Entre sus seguidores más conocidos destacan Víctor Lezaeta, Mario Acharán Arce, Silvio Rossi Sachetti, y quizás el más importante, el doctor Manuel Lezaeta Acharán, que continuó con la importante obra naturista a gran escala, difundiendo su obra en todos los países de habla hispana. 
Dejó sus técnicas hidroterápicas y naturistas en el libro "La Medicina del Padre Tadeo", (Editorial Pax México ISBN 9789688605721) información recopilada y aplicada por su discípulo Manuel Lezaeta Acharán.
- Datos: Q6137942